# العربية الحجازية القديمة
العربية الحجازية القديمة أو لهجة قريش أو لسان قريش هي لهجة من اللغة العربية نُطِق بها في الحجاز حوالي القرن الأول للهجرة، وهي اللهجة التي كتب عليها المخطوطات القرآنية المبكرة وكانت اللهجة ذات مكانة عالية في الدولة الأموية. تختلف الحجازية القديمة عن العربية الفصحى التراثية التي طغت في العصر العباسي، والتي تتطورت إلى الفصحى المعاصرة،  أقدم نقوش الحجازية القديمة هو نقش سلمى بنت أوس أرشان (JSLih 384)

## الفونولوجيا

### الصوامت
من أهم مميزات العربية الحجازية القديمة خلوها من الهمزة، عدا في نهاية الكلمة بعد الألف مثل «سماء».
| الحرف | السامية البدائية | االحجازية القديمة | الفصحى المعاصرة | الحجازية المعاصرة |
| ----- | ---------------- | ----------------- | --------------- | ----------------- |
| ض     | ‎[tɬʼ]‏            | ‎[ɮˤ]‏ ~ ‎[d͡ɮˤ]‏      | ‎[dˤ]‏            | ‎[dˤ]‏              |
| ظ     | ‎[tθʼ]‏            | ‎[ðˤ]‏              | ‎[ðˤ]‏            | ‎[dˤ]‏              |
| ف     | ‎[p]‏              | ‎[p]‏               | ‎[f]‏             | ‎[f]‏               |
| ج     | ‎[g]‏              | ‎[ɟ]‏ ~ ‎[g]‏         | ‎[d͡ʒ]‏            | ‎[d͡ʒ]‏              |
| ق     | ‎[kʼ]‏             | ‎[kʼ]‏ ~ ‎[q]‏        | ‎[q]‏             | ‎[g]‏               |

### المصوتات
تختلف مصوتات الحجازية القديمة عن الفصحى التراثية بوجود حرفين مد إضافيين نتج عن دمج المصوتات المزدوجة: دمج «ـَي» أو «ـاي» إلى الألف المقصورة «ى» التي تنطق كألف الإمالة ‎[eː]‏، ودمج «ـَو» أو «ـاو» التي تقع في موضع النبر إلى الواو المرفوعة «ۈ» التي تنطق ‎[oː]‏.
| الإملاء الحالي | العربية البدائية | الحجازية القديمة | الفصحى التراثية |
| -------------- | ---------------- | ---------------- | --------------- |
| هدى            | هدي              | هدى              | هدا             |
| رماه           | رمَيَه             | رمىه             | رماه            |
| فتًى            | فتيً              | فتى              | فتً ~ فتا        |
| التوراة        | التوراية         | التورىة          | التوراة         |
| صلاة           | صلاوة            | صلۈة             | صلاة            |
| نجاة           | نجاوة            | نجۈة             | نجاة            |

## القواعد النحوية
من خصائص الحجازية القديمة:
- خلوها من التنوين
- عدم نطق حركات أواخر الكلمات إلا عند الإضافة، وتضاف الفتحة عند التقاء الساكنين.
- عدم نطق التاء المربوطة كتاء إلا عند الإضافة.
- خلوها من اللام الشمسية.
- ضمائر الغائب لغير المفرد تنطق بضم الهاء، مثل «عليهُم».

| الإملاء الحالي        | الفصحى التراثية       | الحجازية القديمة      |
| --------------------- | --------------------- | --------------------- |
| هذا بيتٌ كبير          | هذا بيتُن كبير         | هذا بيتْ كبير          |
| هذا البيتُ الكبير      | هذا البيتُ الكبير      | هذا البيتَ الكبير      |
| لا مقطوعةٌ ولا ممنوعة  | لا مقطوعتُن ولا ممنوعهْ | لا مقطوعهْ ولا ممنوعهْ  |
| الحمد لله رب العالمين | الحمدُ لِلهِ رَبِّ العالمين | الحمدْ لِلهْ رَبِّ العالمين |
| قل هو الله أحد        | قلْ هُوَ اللهُ أَحَدْ        | قلْ هُوْ اللهَ احَدْ        |
| ولم يكن له كفواً أحد   | ولمْ يكنْ لهُ كفوَن أَحَدْ   | ولمْ يكنْ لهْ كفوا احَدْ   |